# 張弘至
張弘至（1462年—？），字時行，號龍山（或龍洲），直隶松江府华亭县人，明朝政治人物。

## 生平
南安府知府張弼之子。弘治五年（1492年）壬子科應天府乡试第五名举人，弘治九年（1496年），登丙辰科会试第一百三十三名，三甲五十五名進士，改翰林院庶吉士，授兵科給事中。弘治十二年，屢次彈劾淘汰兵務。明武宗繼位后，擔任戶部右給事中出使安南，返回后任户科都給事中，因母喪丁憂回鄉，不久去世。

## 家族
曾祖张子英。祖父张熊应，贈兵部主事。父张弼，知府、贈中議大夫、資治尹。母王氏，封安人、加封太恭人。慈侍下。兄张弘正（承事郎）、张弘宜（御史）、弘立、弘左。弟弘孟、弘丞、弘丕、弘圭、弘玉、弘金。
张弘金（1484年-1514年），字時範，號静斋，张弼第六子。妻子李氏（1483年-1515年），生二子其怙、其悰。孫张德瑜，舉乙卯應天乡试，早亡。曾孫张以诜（乡進士）、张以诫、张以讷。

## 延伸阅读
[在维基数据编辑]
 《明史卷一百八十》，出自《明史》